# Homologie de Steenrod
En topologie algébrique, l'homologie de Steenrod est une théorie homologique pour les espaces métriques compacts introduite par Norman Steenrod dans deux articles en 1940 et 1941, basée sur les cycles réguliers.
Elle est similaire à la théorie homologique esquissée par Andreï Kolmogorov en 1936.